# Follow Fluxus – Fluxus und die Folgen
Das Stipendium Follow Fluxus – Fluxus und die Folgen wird seit 2008 jährlich von der Landeshauptstadt Wiesbaden und dem Nassauischen Kunstverein Wiesbaden (NKV) vergeben.

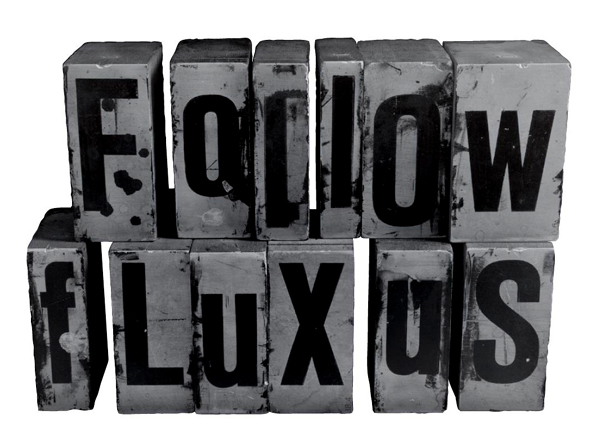
Follow Fluxus Logo

## Ziele
Ziel ist es, internationale, junge Künstler zu fördern, die in ihrem Werk die Ideen der Kunstbewegung Fluxus aufgreifen und hierdurch die Kunstströmung lebendig halten. Die Gründung des Stipendiums bezieht sich historisch auf die Festspiele Neuester Musik, die 1962 in Wiesbaden stattfanden. Durch diese Fluxus-Veranstaltung bekam die neue Kunstrichtung erstmals ein breites Echo und manifestierte Wiesbaden als zentralen Ort.

## Arbeitsstipendium
Das Arbeitsstipendium ist mit 10.000 Euro gefördert und richtet sich an junge, internationale Künstler, die sich in ihrer Arbeit aus dem Gedankengut und den Arbeitsweisen von Fluxus bedienen und diese zeitgemäß reflektiert. Das Arbeitsstipendium wird für drei Monate von Juni bis August vergeben. Während dieser Zeit werden dem Stipendiaten Wohn- und Studioräume im NKV zur Verfügung gestellt. Im Anschluss an das Arbeitsstipendium findet von September bis Ende Mai des folgenden Jahres im NKV eine Ausstellung des Stipendiaten statt, zu der eine Publikation erscheint. Für die Dauer des Stipendiums halten sich die Stipendiaten überwiegend in Wiesbaden auf. Nominiert werden können nationale und internationale Künstler im Alter von 18 bis 47 Jahren aus dem Bereich der Bildenden Kunst ausschließlich durch ausgesuchte Kuratoren und Vertreter internationaler Kunstinstitutionen mit dem Schwerpunkt zeitgenössische Kunst. Eine Eigenbewerbung ist grundsätzlich nicht möglich. Das Stipendium ist offen für alle künstlerischen Medien einschließlich performativer Ansätze.

## Nominierung
Aus den nominierten Kandidaten wählt eine unabhängige Jury im darauf folgenden Februar den Stipendiaten des Jahres. Die Jury wird vom NKV und von der Stadt Wiesbaden ernannt und setzt sich zusammen aus einem Vertreter des NKV, einem Vertreter des Kulturdezernats der Landeshauptstadt Wiesbaden, einem Vertreter der Sammlung Berger, Wiesbaden sowie zwei externen Beratern, die jährlich wechseln.

## Stipendiaten
Bisherige Stipendiaten des Stipendiums Follow Fluxus – Fluxus und die Folgen:
2008 Emily Wardill (* 1977 Rugby, UK) / 2009 Jimmy Robert (* 1975 Guadeloupe, F) / 2010 Aslı Sungu (* 1975 Istanbul, TR) / 2011 Kateřina Šedá (* 1977 Brno, CZ) / 2012 Stefan Burger (* 1977 Müllheim, DE) / 2013 Annette Krauss (* 1971 Rothenburg o. d. Tauber) / 2014 Taro Izumi (* 1976 Nara, JP) / 2015 Mehreen Murtaza (* 1986, Riyadh, Saudi-Arabien) / 2016 Adriana Lara (* 1978 in Mexiko-Stadt)

## Weblink
- Nassauischer Kunstverein